# نيل كاشكاري
نيل كاشكاري (بالإنجليزية: Neel Kashkari)‏ (و. 1973 – م) هو سياسي، ورجل أعمال من الولايات المتحدة الأمريكية .
وهو عضو في الحزب الجمهوري .

## التعليم
تعلم في جامعة إلينوي في إربانا-شامبين.

## روابط خارجية
- نيل كاشكاري على موقع IMDb (الإنجليزية)